# Теодор II Ласкарис
Теодор II Ласкарис (грч. Θεόδωρος Β΄ Δούκας Λάσκαρις; рођен је 1221. или 1222, умро је 18.08. 1258. године) је био никејски цар (1254—1258) из породице Ласкариса и син Јована  (1222 — 1254) коме је од 1241. године помагао у руковођењу државом. Током своје кратке владавине, успео је да сузбије покушај ширења Бугара предвођених Михајлом II Асеном (1246—1257) 1255. године, после чега је наставио своју офанзиву по Балканском полуострву и од Епирске деспотовине одузео област око Српчишта и Драч. На унутрашњем плану се оштро сукобио са оснаженим племством што је умало довело до грађанског рата, пошто је вођа племства Михајло (VIII) Палеолог (1259—1282) покушао да збаци цара уз помоћ Селџука, али је њихов план пропао услед монголске најезде. Његова владавина се изненада окончала 18.08.1258. године, када је умро услед последица епилептичног напада. Наследио га је његов седмогодишњи син Јован (IV) (1258—1261) у чије име је за регента одредио свог пријатеља и сарадника Георгија Музалона. Поред успешних ратних похода и сузбијања снажења племства, његову владавину карактерише и значајан културни процват, због чега су савременици Никеју поредили античком Атином.

## Биографија
Теодор II Дука Ласкарис или Ватац Ласкарис (грч. Θεόδωρος Δούκας Λάσκαρις, романизовано: Theodōros Doukas Laskaris; новембар 1221/1222 – 16. август 1258) био је цар Никејског царства од 1254. до 1258. године. Био је једино дете Светог цара Јована III Дуке Ватаца и царице Ирене Ласкарис. Његова мајка је била најстарија ћерка цар Теодора I Ласкариса, који је основао Никејско царство као државу наследницу Византијског царства у Малој Азији након што су крсташи заузели византијску престоницу, Константинопољ, током Четвртог крсташког рата 1204. године. Цар Теодор I је добио одлично образовање од два реномирана научника, Нићифора Влемида и Георгија Акрополита. Спријатељио се са младим интелектуалцима, посебно са пажем ниског рода, Георгијем Музалоном. Цар Теодор I је у младости почео да пише расправе о теолошким, историјским и филозофским темама.
Цар Јован III је договорио да Теодор ожени Јелену Асен 1235. године, како би склопио савез са њеним оцем, царем Јованом Асеном II, бугарским царем, против Константинопољског латинског царства. Према речима самог Теодора, њихов брак је био срећан, а имали су петоро или шесторо деце. Од 1241. године, Теодор је деловао као очев заменик у Малој Азији током његових честих војних похода на Балканско полуострво. Од око 1242. године био је очев савладар, али није крунисан за савладара. Током овог периода, његов однос са неким истакнутим аристократама, посебно Теодором Филом и Михаилом Палеологом, постао је напет.
Теодор је наследио свог оца 4. новембра 1254. године. Отпустио је многе високе званичнике и војсковође аристократског порекла, заменивши их лојалним пријатељима, укључујући неке нижег порекла. Исте године је склопио одбрамбени савез са султаном Кејкавусом II, селџучким султаном од Рума, против Монголског царства. Године 1256. одбио је бугарску инвазију на Тракију и Македонију и приморао деспота Михаила II Комнина Дуку, владара Епира, да Никеји уступи Драч на обали Јадранског мора. Реформисао је војску, регрутујући више војника из редова домородачког сељаштва Мале Азије. На крају је деспот Михаило II Анђел Епирски склопио савез са краљем Стефаном Урошем I Великим Немањићем, краљем Србије, и краљем Манфредом од Сицилије против Никејског царства. Теодорови новоименовани генерали нису могли да одоле њиховој заједничкој инвазији 1257. године. Цар Теодор II се тешко разболео и ретко је могао да учествује у државној управи током последњих месеци свог живота. Именовао је Ђорђа Музалона за намесника за свог малолетног сина, цара Јована IV, пре него што је умро од хроничне епилепсије или рака. За десет дана, Музалон је постао жртва аристократске завере, а Михаило Палеолог је преузео намесништво, узурпиравши престо убрзо након тога.

## Младост

### Детињство
Теодор је син цара Јована III Дуке Ватаца (1221–1254) и царице Ирине Ласкарис, рођен је у царској палати у Никеји крајем 1221. или почетком 1222. године. Царица Ирена је била најстарија ћерка цара Теодора I Ласкариса (1205–1221), оснивача Никејског царства. Никеја је била држава наследница Византијског царства, основана након што су католички („латински“) крсташи заузели Константинопољ током Четвртог крсташког рата 1204. године. Јован Дука Ватац је био Иренин други или трећи муж. Рођен је у византијској аристократској породици родбинским везама повезана са царским династијама Комнина и Анђела и служио је као командант царске гарде. Иако су Иренина два брата прерано умрла, цар Теодор I није именовао Јована Дуку Ватаца као свог званичног наследника. Највероватније је очекивао да ће његова трећа жена, Латинка царица Марија Куртене, родити синове, али са њом није имао децу. Цар Теодор I је умро у новембру 1221. године. Јован Дука Ватац је морао да победи браћу покојног цара, Алексија и Исака Ласкариса, да би преузео престо. Његова победа над њима и њиховим латинским савезницима у бици код Поиманенона у зиму 1223–1224 отворила је пут за поновно освајање византијских територија изгубљених од Латина у Малој Азији.
Теодор је био једино дете својих родитеља. Његова мајка је доживела несрећу на јахању и није могла да рађа децу након његовог рођења. Усвојио је породично презиме своје мајке. Одгајан је као и свако царско дете, према сопственим речима, највероватније мислећи на његово одрастање у женском делу палате и луксуз који га окружује. Његово детињство је било радосно и „највећу утеху” је често добијао од оца. Такође се сетио да га родитељи нису казнили када га је васпитач оптужио за прекршаје.

### Образовање
Теодор је вероватно био поверен основном учитељу 1228. године, пошто је формално образовање већине никејске аристократске деце почињало око шесте године. У оквиру свог образовања учио је напамет текстове из Библије и молио се три пута дневно. Могао је да цитира напамет псалме и параболе Исусове до краја свог живота. Теодорово средње образовање почело је око 1230. године. Он је мрзео свог главног учитеља (или баиоула) и описао га је као „великог брбљача“ у својим делима, не помињући његово име. Три године је студирао граматику (то је атички грчки), поезију, реторику, логику, математику, астрономију, геометрију и музику. Његове граматичке студије подигле су његово доживотно интересовање за речи са више значења и за етимологије. Млади Теодор је био опседнут говором Демостена и Хермогена из Тарса. Такође је веома ценио теолога светог Григорија Назијанског. Његов учитељ га је исмевао због „филозофирања“ и позивао Теодора да више времена посвети војним и дипломатским студијама. Теодор је био страствени ловац и поло играч са изузетним вештинама јахања.
Преговори о Теодоровом браку са Јеленом Асен почели су убрзо након битке код Клокотнице, где је Јеленин отац, цар Јован Асен II од Бугарске (1218–1241), нанео тежак пораз солунском цару и владару Епира, цару Теодору Анђелу Комнину Дуки (1215–1230). Битка је ослабила Епир-Солун, западног ривала Никеје за обнову Византијског царства, и учинила Бугарску доминантном силом на Балканском полуострву. Брак Теодора и Јелене запечатио је савез њихових очева против Константинопољског латинског царства 1235. године. Исте године бугарске и никејске трупе су опселе Цариград, али нису могле да заузму град. Године 1237. цар Јован Асен II је тада преокренуо своју политику, удруживши се са Латинима како би зауставио никејску експанзију у Тракији, да би се пре краја године вратио свом савезу са Никејом. Тактички потези његовог таста су уверили Теодора да не може у потпуности да верује Бугарима – овај став је задржао до краја живота.
Теодор је похађао часове филозофије код најпознатијег учитеља Нићифора Влемида. Пошто је Влемид био игуман једног манастира у Ефесу, Теодор је похађао његове часове док је боравио у зимској палати свог оца у оближњем Нимфеју. Влемидов ревносни аристотелизам имао је снажан утицај на Теодора, који је у својим списима често помињао аристотеловске појмове, попут потенцијалности и актуелности. Влемид је оптужен за проневеру од стране једног од његових ученика почетком 1240-их. Иако га је интервенција цара Јована III Дуке Ватаца, спасила од затвора, он је напустио подучавање. Теодор је наставио да редовно посећује Влемида и одржавао је преписку са њим. Млади научник, Георгије Акрополит, заменио је Влемида као Теодоровог главног учитеља. Рођен у Цариграду, Акрополит је имао искуства из прве руке са латинском владавином у граду. Завршио је Теодорово образовање из логике и математике. Такође као историчар, Акрополит је завршио најдетаљнију хронику Никејског царства.
Теодорова мајка је умрла касно 1239. године. Цар Јован III Дука Ватац се поново оженио крајем лета 1240. године. оженивши ванбрачну ћерку Фридриха II, цара Светог римског царства (1220–1250), Констанцу, чије је име промењено у Ана након што је прешла у православље. Имала је око десет година и цар Јован III Дука Ватац је започео скандалозну аферу са једном од њених италијанских дворских дама, по имену Марчесина. Добила је право да носи пурпурне ципеле и да упрегне свог коња пурпурним украсима, као најближи цареви сродници.

## Младост

### Први административни послови
Ако је цар Јован III Дука Ватац следио праксу својих претходника, цар Теодор II је још као дете проглашен за савладара. Акрополит је у својој "Историји" помињао Теодора као савладара када је приповедао о догађајима који су се десили од 1235. до 1237. и 1242.године. Теодор је у својој преписци себе називао „моје царско величанство“ од око 1242. године. Није крунисан за време очевог живота — вероватно објашњење за порицање његовог савладарства од стране двојице каснијих византијских историчара, Георгија Пахимера и Нићифора Григоре. Теодоров ауторитет је био значајан: давао је имања и плате и мешао се у правне спорове. На Влемидову молбу, наредио је Нићифору, митрополиту Ефесу, да врати наводно незаконито купљено земљиште у Влемидов манастир. Током очевог одсуства, он је председавао седницама тајног савета и предлагао кандидате за упражњене црквене службе.
Цар Јован III Ватац је поново опседао Цариград у мају 1241. године, али је брзо схватио да не може да заузме град. Отпочео је мировне преговоре, а Теодор је пратио оца на састанке са латинским посланицима. Они су 24. јуна потписали двогодишње примирје. Цар Јован II Асен је умро истог месеца и његова смрт је ослабила Бугарску. Цар Јован III Дука Ватац је покренуо војни поход на бугарске Епирске савезнике крајем 1241. године. Пре поласка у војни поход, поставио је Теодора за свог заменика у Малој Азији. Теодор је, као и његов отац и деда, држао путујући суд и посетио је већину никејских градова и села у Анадолији.
У то време, монголски генерал, Бајџу, напао је источног суседа Никеје, Селџучки султанат Рум, са истока и заузео Ерзурум. Теодор је обавестио свог оца, који је опседао Солун, али цар Јован III Дука Ватац није одустао од опсаде. Његова упорност је награђена када се солунски владар Јован Комнин Дука (1237–1244) одрекао титуле цара у замену за византијску дворску титулу деспота и тако је постао вазал цара Јована III Дуке Ватаца. Монголи су покренули нову војну кампању против Селџука и разбили султана Кејхусрева II (1237–1246) у бици код Кесе Дага 26. јуна 1243. године. Након што су Селџуци пристали да плаћају годишњи данак Монголима, Никејско царство је остала једина Анадолска држава која је сачувала пуну независност. Страх од монголске инвазије постао је стални елемент никејске дипломатије.
Цар Јован III Дука Ватац је поново задужио Теодора за управљање Малом Азијом када је покренуо нови војни поход на Тракију 1246. године. Након што је цар Јован III Дука Ватац заузео Сер, водећи грађани Солуна нису ризиковали продужену опсаду. Отворили су капије свог града и добровољно се поклонили цару Јовану III Дуки Ватацу. Како је већина македонских градова следила њихов пример, цар Јован III Дука Ватац је скоро удвостручио територију свог царства.

### Пријатељи и критичари
Теодор је склопио везу блиског пријатељства са кругом младих интелектуалаца. Сви рођени након латинског освајања Константинопоља, нису доживели шок изгнанства, за разлику од многих „понижених генерација“ својих очева (како је говорио цариградски патријарх Герман II). Дружење његових пријатеља помогло је Теодору да прође кроз периоде меланхолије, вероватно изазване анксиозношћу због његових јавних дужности. Његов најближи пријатељ Ђоређе Музалон био је паж у његовој пратњи током њиховог детињства. Три брата Музалона — Ђорђе, Теодор и Андроник — били су, по Влемидовим речима, „одвратно ниског порекла“, али су били талентовани певачи и музичари. Већина осталих Теодорових поверљивих лица, попут Јосифа Месопотамика и Констаса Агиотеодорита, били су у сродству са високим званичницима и црквењацима.
Његови пријатељи су често задиркивали Теодора због његовог стила расуђивања током филозофских дискусија. Ругање његових пријатеља га је узнемирило, али критичке примедбе епискупа и аристократа биле су опасније по његову репутацију. Митрополит Ефески Нићифор га је прекорио због гордости и због непоштовања правила поста. Гувернер Солуна, Теодор Фил, ширио је клеветничке песме о Теодоровој наводној афери са неименованом женом. Филове оптужбе су допрле до ушију Влемида, а Теодор није могао да убеди свог бившег учитеља у своју невиност. Влемид није толерисао сексуално недолично понашање и завршио је огледало за принчеве (инструкција), под називом Царски статут, упозоравајући и Теодора и његовог оца на разврат. С друге стране, Теодор је често исмевао епископе због њиховог самовеличања, њиховог варварског говора или неуких јеретичких изјава, па чак и због њиховог физичког изгледа.

### Пут ка самосталној владавини
Цар Јован III Дука Ватац се припремао за нови напад на Цариград у пролеће 1252. године, али је владар Епира деспот Михаило II Комнин Дука (1230–1266/68) извршио инвазију на никејску територију у Македонији. Цар Јован III Дука Ватац је именовао Теодора за свог намесника у Малој Азији и кренуо у контранапад против деспота Михаила II, присиљавајући га да се врати у Епир. Јелена од Бугарске умрла је изненада од непознатих узрока пре краја августа. Теодор је оплакивао своју жену више од уобичајених четрдесет дана. Напустио је пост и ношење црног само по очевој заповести. Смрт његове жене појачала је Теодорову меланхолију. Изоловао се у палату и посветио своје време филозофским студијама и писању. Своје редовне посете малоазијским градовима наставио је тек 1253. године.
Почетком 1253. године, син и наследник цара Фридриха II, краљ Конрад IV Хоенштауфен (1250–1254), послао је већину рођака љубавнице свог оца, Бјанке Лансијо, у изгнанство. Побегли су у Никеју и затражили азил од Бјанкине ћерке, царице Констанце-Ане. Пошто му је отац боравио у Тракији, прогнане је примио Теодор. краљ Конрад се предомислио и послао ерудиту Бертолда од Хоенбурга, тазбину Ланција, у Никеју да започне преговоре са њима. Док је чекао очев повратак из Тракије, Теодор је водио филозофске разговоре са Хоенбургом. Проучавање древних грчких филозофа је било интензивирано у Европи, и Хоенбург је од Теодора тражио грчка филозофска дела. Овај захтев је ојачао Теодоров понос за древно наслеђе Грка, и он је одлучио да објави своја дела.
Цар Јован III Дука Ватац се вратио у Никеју у зиму 1253. године. Почетком 1254. године, изненада се разболео и никада се није потпуно опоравио. Његова болест учинила је Теодора стварним владаром царства. Цар Јован III Дука Ватац је још био жив када су вести о припремама Монгола за нову инвазију на Малу Азију стигле до Никеје.

## Владавина

### Наслеђивање
Цар Јован III Дука Ватац је умро у Никеји 4. новембра 1254. године, остављајући Теодору цветајуће царство. Теодор је био проглашен за цара, али није крунисан јер је патријаршијски престо био упражњен. У свом погребном говору на Ватацовој сахрани, Акрополит је изразио наду да ће Теодор повести Никејце да протерају Латине из Цариграда, упоређујући га са „огњеним стубом“ из Књиге Изласка, који води Израелце. Теодор није могао да ризикује да крене у напад на Цариград, јер је његово царство било окружено непријатељским силама.
Цар Теодор II је забранио удовици свог оца Ани-Констанци да се врати у своју сицилијанску домовину. Овај чин је разбеснео њеног брата краља Манфреда (1258–1266), који је недавно преузео власт у Краљевини Сицилији. Цар Теодор II је имао састанак са селџучким султаном од Рума Кејкавусом II (1246). –1262), у Филаделфији. Они су закључили одбрамбени савез против Монгола. Султан Кејкавус II је признао врховну власт Монгола, али није посетио двор Великог Кана Монгкеа да му ода почаст.
Цар Теодор II је желео да Влемид буде нови патријарх, али је његов стари учитељ то одбио. Његов следећи кандидат, пустињак аристократског порекла, Арсеније Ауторијан, прихватио је понуду. Нови патријарх је крунисао и помазао Теодора за цара — на Божић 1254. године. Према изворима који су били непријатељски расположени према патријарху Арсенију, он је био једини Теодоров кандидат за патријаршијски престо, иако је традиција захтевала представљање три кандидата бирачима. Арсенијево наводно неправилно именовање довело је до сукоба познатог као „Арсенитска шизма“, који је трајао од 1265. до 1310. године. Патријарх Арсеније је увек био Теодоров одан присталица и слушао је његове заповести.
Цар Теодор II није веровао аристократама и писао је о „недозвољеним љубавним везама и веома неправедним заверама“, не наводећи своје противнике, у писму упућеном Ђорђу Музалону у децембру 1254. године. Историчар Мајкл Анголд предлаже да је слична политика цара Фридриха II можда инспирисала Теодоров „аутократскији став према својој аристократији“. Цар Теодор II је именоваоЂорђа Музалона за новог мега доместика (или главног команданта) мобилне војске. Георгијев брат, Андроник, одређен је за новог протовестијара (заповедник страже царске палате). Цар Теодор II је такође показао своју наклоност према генералу заједничког порекла, Константину Маргариту. Понудио је канцеларије неким аристократама које су биле остављене по страни за време владавине његовог оца. Он је опозвао стричеве своје мајке, Михаила и Манојла Ласкариса, из изгнанства и поставио два члана побуњеничке породице Нестонг, Ђорђа и Исака, за генерале. Његова именовања су увредила већину аристократа.

### Ратови са Бугарском
Млади бугарски цар Михаило II Асен (1246–1256/57) искористио је Ватацову смрт да поново освоји земље које је отео од Бугарске после 1241. године. Цар Михаило II је извршио инвазију на Македонију и Тракију децембра 1254. или јануара 1255. године. Већина никејских гарнизона у локалним тврђавама била је мала, а локални Бугари су подржавали освајаче. Бугари су брзо заузели већину трачких тврђава. Предала су им се и два македонска града, Велес и Скопље. На брзину сазвано ратно веће прихватило је предлог Ђорђа Музалона о тренутном контранападу. Цар Теодор II је одлучио да сам предводи поход и поверио је Музалону управу над Малом Азијом у фебруару 1255. године. Његов изненадни напад приморао је освајаче да се повуку из Тракије, и наредио је двојици никејских аристократа, Алексију Стратигопулу и Деметрију Торнику, да прогоне Бугаре. Двојица генерала су водили своје трупе преко превоја Родопа у сталном страху од заседе. Када су неочекивано чули звуке рогова пастира и свињара, панично су се повукли, напуштајући своју комору. Фијаско је разбеснео цара Теодора II, и он им је наредио да пожуре у његов логор у Адријанопољу, али оба заповедника нису послушала.
Бугарски одметник у никејској служби, Драготаш, променио је страну и у лето опседао Мелник. Цар Теодор II је журно отишао из Адријанопоља да предводи снаге за помоћ граду. Бугари су му поставили заседу дуж превоја Рупел, али је он то избегао и Драготаш је на Теодоров долазак напустио опсаду. Из Мелника је цар Теодор II отишао у Солун и сменио са положаја гувернера града свог старог противника Фила. Цар Теодор II је затворио локалну ковницу новца, јер је желео да успостави централизован систем финансијске управе у Малој Азији, са новом ризницом у Астрикиону на азијској обали Хелеспонта. Упао је у Македонију и присилио бугарски гарнизон у Велесу на предају, али га је суша спречила да настави војни поход преко сушног Овчег поља. Отишао је у Сер, где је потврдио фискалне привилегије македонских градова. Такође је наредио хапшење Константина Кавасила, архиепископа охридског, претпостављајући да је Кавасил био одани присталица епирског владара, деспота Михаила II.
Извештај о монголској инвазији на Малу Азију приморао је цара Теодора II да напусти Македонију у касну јесен 1255. године. Пошто се извештај показао лажним, он је кренуо у напад на тврђаву Цепаина. Морао је да напусти поход, јер његова војска није могла да прође преко уских и мразних планинских превоја. У Анадолију се вратио крајем године. Обасуо је своје поверенике почастима и поклонима. Поставио је Манојла Ласкариса и Константина Маргарита за главне команданте својих трупа у Тракији и задужио Ђорђа Музалона за спровођење војних реформи. Паралелно, окренуо се против припадника старих аристократских породица којима није веровао. Константин Стратигопул и Теодор Фил — двојица аристократа који су га увредили — били су ослепљени. Четири сина Алексија Стратигопула и Алексија Раула су затворена. Теодоров рођак, Михаило Палеолог, побегао је Селџуцима да би избегао затвор. Цар Теодор II је искористио право царева да контролише аристократске бракове да успостави породичне везе између својих нискорођених миљеника и старе аристократије. Ђорђе Музалон се оженио Палеологовом нећаком, Теодором Кантакузин Палеолог, Андроник Музалон се оженио ћерком Алексија Раула.
Цар Теодор II је одлучио да настави преговоре о црквеној унији између православне Никејске и католичке цркве са папом Александром IV (1254–1261) и послао је изасланике у Рим у априлу или мају 1256. године. Свети Дух је увек био важан узрок раскола између две Цркве. Православни теолози су тврдили да је Свети Дух исходио само од Оца, али су католички теолози тврдили да је Свети Дух исходио од Оца „и Сина“. Теодор је затражио од Влемида да сумира православни став. Влемид је усвојио помирљив приступ, закључивши да је изјава о исходу Светог Духа од Оца кроз Сина у потпуности у складу са Библијом и делима црквених отаца. Цар Теодор II није прихватио став свог учитеља и инсистирао је на традиционалној православној доктрини.
Бугарски цар Михаило II је послао куманске коњанике да опљачкају Тракију почетком 1256. године. Иако је цар Теодор II наредио Манојлу Ласкарису и Константину Маргариту да усвоје одбрамбену стратегију, они су прогонили Кумане, али су освајачи нанели тежак пораз њиховим трупама. Цар Теодор II је окупио нову војску, делимично окупљену међу анатолским сељаштвом, и прешао Хелеспонт. Он је послао трупе, укључујући и куманске коњанике у својој служби, против освајача и они су разбили непријатељске снаге у две битке у Тракији. Ушао је у мировне преговоре са царем Михаилом II уз посредовање Ростислава Михајловича, бана од Мачве (1254–1262). Цар Михаило II се недавно оженио Ростиславовом ћерком, а Ростиславова жена, принцеза Ана Угарска, била је Теодорова рођака. Бан Ростислав је дошао у Тракију да се договори са царем Теодором II. Акрополит је сачинио уговор о обнављању предратних граница између Никеје и Бугарске. Бан Ростислав је то прихватио и 29. јуна потписао мировни уговор у име цара Михаила II. Уговор је предвиђао да Михаило II уступи Цепаину Никејцима, али бугарски гарнизон није одмах повучен из тврђаве. Цар Теодор II се уверио да га је бан Ростислав преварио и наредио јавно бичевање Георгија Акрополита. Његов чин се показао неразумним, јер су Бугари почетком септембра уступили тврђаву. Цар Теодор II је послао Ђорђа Музалона код Акрополита да тражи помирење.
Мировни уговор је изазвао велико огорчење у Бугарској, омогућивши рођаку цара Михаила II, Коломану (1256), да изведе заверу и свргне цара са престола. Коломан је преузео престо, али никада није добио подршку војске. Након што је цар Коломан II пао као жртва нове завере, бан Ростислав Михајлович и зет цара Михаила II, Мицо (1256–1257), претендовали су на престо. Већина бојара (племића) преферирала је трећег кандидата, једног од њих, Константина Тиха (1257–1277), иако није био у сродству са владајућом династијом Асен.

### Експанзија
Теодоров рат против Бугарске донео је зближавање Епира и Србије. Деспот Михаило II Епирски склопио је формални савез са краљем Стефаном Урошем I, краљем Србије (1243–1276). Такође је послао поклоне албанским поглавицама који су признали никејску власт да би добили њихову подршку. Теодорова ћерка, Марија, и син и наследник деспота Михаила II, Нићифор (1266/68–1296/98), били су верени током Ватацове владавине. Након што је склопио мир са Бугарима, цар Теодор II је наредио деспоту Михаилу II да пошаље Нићифора у Солун да се ожени Маријом. Нићифора је пратила његова мајка деспина Теодора Петралифина. Цар Теодор II ју је одвео у притвор, дозволивши јој да се врати у Епир тек након што му је деспот Михаило II уступио Сервију и Драч. Поседовање ова два града обезбедило је Никејску контролу над Виа Егнацијом, али је деспот Михаило II остао непријатељски расположен према цару Теодору II.
Цар Теодор II је у Солуну примио папског легата, епископа Константина из Орвијета. Њихови преговори о црквеној унији и новом васељенском сабору — генералној скупштини православних и католичких епископа — показали су се безуспешним, јер је овлашћење легата да чини уступке било ограничено, а цар Теодор II није био вољан да чини теолошке уступке. Задржао је и право да сазове православне епископе на сабор да расправља о условима уније. Цар Теодор II је водио преписку са Светом столицом, али није започео нове преговоре са њом.
Монголи су напали Малу Азију и поразили султана Кејкавуса II 14. октобра 1256. цар Теодор II је пожурио назад у Анадолију да надгледа припреме за њену одбрану. Султан Кејкавус II је тражио азил у Никеји и Монголи су поставили његовог брата Килиџ Арслана IV (1246/49–1266) за новог султана Рума. Цар Теодор II је окупио своје трупе на равницама близу Магнезије. Монголски владар Персије, Илкхан Хулагу (1256–1265), послао је делегацију цару Теодору II да започне преговоре о Кејкаусовој будућности. Кан Хулагу је пристао да повуче своју војску из Рума и наредио је поделу султаната између султана Кејкавуса II и султана Килиџи Арслана IV у пролеће 1257. године. Пре поласка у Рум, султан Кејкавус II је уступио Никеји четири тврђаве у долини реке Ликус у замену за контингент од 300 помоћних војника. Његова достигнућа учинила су Теодора самоувереним. Поносно је изјавио да његово царство обухвата територије све до Драча на Јадранском мору и рта Карамбис на Црном мору. Његов успех током рата против Бугарске га је уверио да треба да регрутује војнике из редова анадолских сељака. У писму Влемиду је навео да су домаћи „Хелени“ поузданији од страних плаћеника.

### Болест и смрт
Цар Теодор II се озбиљно разболео у новембру 1257. године, Георгије Пахимер, који је у то време имао непуних шеснаест година, би дијагностиковао његову болест као епилепсију, помињући да је цар Теодор II често губио свест и „срушио се на земљу“. Пахимер је такође описао Теодорове необичне састанке и његове покушаје да склопи брачне савезе између аристократа и обичних људи као симптоме његове болести. Акрополит је приметио само екстремни губитак тежине, сводећи цело Теодорово тело у костур; Влемид је описао Теодорову болест као "пошаст и чудну болест", помињући и Теодорову меланхолију и фобије. Сам цар Теодор II је писао о неподношљивом болу и парализи у рукама. Савремени историчари болести нису се сложили око дијагнозе Теодорове болести. Историчар медицине Џон Ласкаратос и неуролог Панагиотис Зис тврде да је Пахимерова дијагноза била тачна, закључујући да је цар Теодор II у касним двадесетим годинама добио епилепсију тоничко-клоничког типа. Историчар Доналд М. Ниkол предлаже да га је Теодорова болест „учинила пленом његових расположења, а он је своју нервозу компензовао аутократским и тврдоглавим темпераментом“. Историчар медицине Георгиос Макрис у својој студији о епилепсији у Византијском царству из 1995. године, закључује да цар Теодор II није имао епилепсију. Историчар Димитер Ангелов, који не прихвата Пахимерову дијагнозу, предлаже да Теодорови симптоми — напади и губитак равнотеже — указују на то да је имао рак мозга, кичме или плућа.
Теодорова болест га је спречила да лично командује својим трупама. Заповедници војске у Македонији, већином скромног порекла, које је недавно именовао цар Теодор II, нису могли да спрече Епирце, Албанце и Србе да харају никејским територијама. Краљ Стефан Урош I Велики Немањић потукао је никејске трупе код Прилепа. Снаја деспота Михаила II, Марија Петралифа, ушла је у преписку са Теодоровим командантом, Константином Чабароном, наводећи га да верује да је жељна да се уда за њега, али је Чабарон био заробљен током њиховог састанка. Теодорова новосакупљена војска анатолских сељака разбијена је код Едесе. Михаило Палеолог, коме је било дозвољено да се врати из изгнанства, повео је нову војску у Македонију. Победио је Епирце, али му је цар Теодор II наредио да се врати уместо да крене у Прилеп. Палеологово повлачење је омогућило деспоту Михаилу II да заузме Прилеп и зароби Акрополита, који је био његов гувернер. Деспот Михаило II је планирао да изврши напад на Солун, али је краљ Манфред од Сицилије обновио право својих претходника на византијске територије на Балкану и напао Епир са запада. Деспот Михаило II, који није желео да одустане од свог плана, закључио је савез са краљем Манфредом који је протерао никејске гарнизоне из Драча и других тврђава на Јадрану до краја фебруара 1258. године.
Цар Константин I Тих од Бугарске одбацио је своју прву жену и тражио је руку Теодорове најстарије ћерке, Ирине. Знао је да би његов брак са Иреном, која је била унука цара Јована Асена II, могао ојачати његово право да влада. Цар Теодор II је желео да потврди свој мировни уговор са Бугарском и прихватио је понуду цара Константина I Тиха. Ирена је отишла у Бугарску да се уда за цара Константина I Тиха.
Цар Теодор II је ретко напуштао своју палату у Магнезији током последњих месеци свог живота. Био је убеђен да је чаробњаштво изазвало његову болест и оптужио је своје дворјане да бацају чини на њега, шаљући многе од њих на суђење. Сестра Михаила Палеолога, Марија-Марта, била је најпознатија жртва Теодорове параноје. Цар Теодор II је натерао њену ћерку Теодору да се уда за старијег Базила Кабаларија, али тај брак никада није конзумиран. Након што је Кабалларије своју немоћ приписао чаролијама своје таште, цар Теодор II ју је ставио у врећу пуну мачака које су јој тргале месо. Пуштена је само зато што се цар Теодор II изненада успаничио, плашећи се њених чини. Такође се плашећи освете њеног брата, цар Теодор II је наредио затворање Михаила Палеолога под оптужбом за тровање, али га је убрзо ослободио. Цар на самрти именовао је свог седмогодишњег сина Јована (1254–1261) за свог јединог наследника, именовавши Ђорђа Музалона за намесника до Јовановог пунолетства. Цар Теодор II се замонашио, али је задржао своје крштено име. Своје грехе је сажео у расправи и затражио од патријаршијског синода да му подари опрост. Умро је у царској палати у Магнезији 16. августа 1258. године. Сахрањен је поред оца у манастиру Сосандра на гори Сипил. Његов гроб и манастир су уништени након турских освајања региона у 14. веку.
Аристократе су положиле заклетву на лојалност Музалону на Теодоровој самртној постељи, али су убрзо почеле да коју заверу против њега. За десет дана, Музалон је убијен, а Михаило Палеолог је преузео намесништво за дете-цара Јована IV Ласкариса. Михаило Палеолог је убедио аристократе да царство којим влада дечак не може да се одупре нападима непријатеља, па је пре краја године проглашен за цара - савладара као Михаило VIII (1259–1282). Када су почетком 1259. године цар Михаило VIII и цар Јован IV заједно крунисани, патријарх је прво ставио круну на главу цара Михаила VIII. Након што је склопио споразум са Ђеновом против Латинског царства, послао је Алексија Стратигопула да шпијунира одбрану Константинопоља. Користећи одсуство већине латинске војске, Стратигопул је изненадним нападом заузео Константинопољ 25. јула 1261. године. Цар Михаило VIII је крунисан по други пут, сам, у храму Свете Софије. Дете цар Јован IV је 25. децембра 1261. године, ослепљен, што га је спречило да влада. Да би нагласио да је породица Ласкарис изгубила свој царски статус, цар Михаило VIII је оженио три Јованове сестре за малолетне италијанске и бугарске племиће.

## Научна интересовања
Писац посвећен филозофским и теолошким студијама, цар Теодор II је убрзо након свог ступања на престо претворио свој двор у центар за реномиране научнике. Наредио је да књиге које су он и његов отац сакупили у градским библиотекама буду доступне свима који су желели да их читају. Још за живота свог оца почео је да пише расправе о филозофским, теолошким и историјским темама, али је одлучио да припреми рукописна издања својих дела тек након сусрета са Бертолдом од Хоенбурга 1253. године. Она су сакупљена у четири кодекса, али су само три опстала.
Теодорова "Сатира учитеља", написана највероватније 1240. године, његово је најраније сачувано дело. Сатира је посвећена његовом главном учитељу, приказујући га као недовољно образованог и грубог човека, који је магију научио боравећи у Бугарској. Такође је написао енкомију у славу грађана Никеје, свог оца и Акрополита. Теодорова богословска дела — укључујући његову "Прву беседу против Латина", или, "О исходу Светога Духа", и расправу О Тројици — показују његову приврженост православној теологији. Теодоров "Велики молбени канон Госпи", молбени канон Девици Марији, његово је најпознатије дело. Он ју је компоновао само неколико месеци пре своје смрти и још се пева у православним обредима.

## Порекло и породица
Теодор II је био једино дете цара Јована  Дуке Ватаца и царице Ирине Ласкарис. Он се 1235. године оженио Јеленом Асен, ћерком бугарског цара Јована II Асена (1218—1241), чиме је утврђен савез између њихових очева који је довео да заједничке опсаде Цариграда. У том браку је рођено неколико деце.
Ни цар Теодор II ни принцеза Јелена Асен нису достигли минималну законску зрелост за брак — четрнаест година за дечаке и дванаест за девојчице — када су ступили у браку, али тако рани брак није био јединствен међу никејским аристократама и народом. Венчање је одржано у Лампсаку почетком 1235. године. Годинама касније, цар Теодор II је описао Јелену као цвет своје младости и изјавио да их је њихова „веза неупоредиве љубави“ учинила „срећнијима од свих људи“. Родила је четири-пет кћери и једног сина. Њихова деца су била:
- Ирина, која се удала за цара Константина I Асена Тиха од Бугарске, била је неумољиви непријатељ цара Михаила VIII до своје смрти око 1270. године.[75]
- Марија, која се удала за деспота Нићифора I Анђела Комнина Дуку од Епира, умрла је између ране 1257. и 1265. године.[76][77]
- Теодору је цар Михаило VIII удао за племића Мореот, „Маиос Дебеликоуртос“, према Георгију Пахимеру и Нићифору Григори. Историчар Алберт Фаилер га идентификује као Матеја од Монса који је држао баронију Велигости у кнежевини Ахаји.[78]
- Евдокија се прво удала за грофа Вилијама-Петра од Вентимиља, који је умро око 1280. године. Њен други муж, Роџер Арнау, гроф од Палара, умро је 1288. године. Удовица Евдоксија је имала љубавну везу са арагонским адмиралом Бернатом де Сарија. Умрла је 1309. године.[79]
- Бугарски бојарин, деспот Јаков Светослав, оженио се Теодоровом неименованом кћерком, према Георгију Пахимеру. Можда је била Теодорова ванбрачна ћерка, јер су је други византијски историчари пропустили поменути.[80]
- Теодоров једини син Јован је преживео сакаћење, али је остатак живота провео у затвору. Преминуо је око 1309. године.[81]

## Породично стабло
|  |                         |  |  |  |  |  |  |  |  |  |  |  |  |  |  |  |
|  | 2. Јован III Дука Ватац |  |  |  |  |  |  |  |  |  |  |  |  |  |  |  |
|  |                         |  |  |  |  |  |  |  |  |  |  |  |  |  |  |  |
|  |                         |  |  |  |  |  |  |  |  |  |  |  |  |  |  |  |
|  | 1. Теодор II Ласкарис   |  |  |  |  |  |  |  |  |  |  |  |  |  |  |  |
|  |                         |  |  |  |  |  |  |  |  |  |  |  |  |  |  |  |
|  |                         |  |  |  |  |  |  |  |  |  |  |  |  |  |  |  |
|  | 3. Ирина Ласкарис       |  |  |  |  |  |  |  |  |  |  |  |  |  |  |  |
|  |                         |  |  |  |  |  |  |  |  |  |  |  |  |  |  |  |
|  |                         |  |  |  |  |  |  |  |  |  |  |  |  |  |  |  |